# 樋浦誠
樋浦 誠（ひうら まこと、1898年〈明治31年〉1月4日 - 1991年〈平成3年〉1月14日）は、日本の農学者。専門は植物病理学。農学博士（北海道帝国大学）。酪農学園大学初代学長。酪農学園短期大学初代学長。聖隷学園浜松衛生短期大学初代学長。

## 生涯
新潟県西蒲原郡西川町（現新潟市西蒲区）出身。
1916年東北帝国大学農科大学予科入学。1919年北海道帝國大学農学部に進学。
1922年北海道帝國大学農学部農業生物学科卒業。同農学部助手。1924年岐阜高等農林学校教授。1929年アメリカ・ヨーロッパ留学。1949年各種学校として酪農学園大学部を設立し、学長に就任。1950年酪農学園短期大学を設立に参画し、初代学長に就任。1960年酪農学園大学を設立に参画し、初代学長に就任。1963年酪農学園短期大学の学長退任。1964年酪農学園大学を退職し、酪農学園大学名誉教授。岐阜大学農学部客員教授。1968年名古屋大学農学部附属フィールド科学教育研究センター客員研究員。1969年浜松衛生短期大学の初代学長に就任。1972年浜松衛生短期大学を退職。浜松衛生短期大学名誉教授。
この他、学校法人酪農学園専務理事（1951年 - 1958年）、酪農学園機農高等学校校長（1956年 - 1960年）、名城大学農学部非常勤講師（1964年 - 1969年）、静岡大学農学部非常勤講師（1969年 - 1977年）なども務めた。1971年、勲三等瑞宝章を受章。

## 業績
- 『解説植物病原菌類』（養賢堂、1939年）
- 『植物育種學』（共著 柏葉書院、1948年）
- 『植物病原菌類（増補第3版）』（養賢堂、1948年）
- 『植病學總論』（産業圖書、1948年）
- 『植物病原菌類解説（改訂・増補）』（養賢堂、1964年）